# Xysticus latitabundus
Xysticus latitabundus là một loài nhện trong họ Thomisidae.
Loài này thuộc chi Xysticus. Xysticus latitabundus được Dmitri Viktorovich Logunov miêu tả năm 1995.